# Мариенхоф (телесериал)
«Мариенхоф» (нем. Marienhof) — немецкая ежедневная мыльная опера, выходящая на канале «Das Erste» с 1 октября 1992 года по 15 июня 2011 года. Всего было снято 4053 серии. Спустя 19 лет после начала съёмок сериала было принято решение о его закрытии в связи с падающими рейтингами.

## Сюжет
Сюжет сериала вертится вокруг жизненных историй и повседневных проблем обычных жителей Мариенхофа — вымышленного района Кёльна.

## Формат
Первоначально «Мариенхоф» транслировался в режиме еженедельного драматического сериала два раза в неделю по вторникам и четвергам по 50 минут на серию. В апреле 1993 года сериал ушёл на летнюю паузу и возвратился 28 сентября 1993 года уже в новом формате, перейдя с 53 серии на 25-минутной режим.
Со 2 января 1995 года (одновременно с премьерой мыльной оперы «Запретная любовь») начиная со 170 серии «Мариенхоф» принял свой современный формат ежедневной 25-минутной мыльной оперы. В результате смены формата с еженедельного драматического сериала на ежедневную мыльную оперу пришлось полностью переписать уже заготовленный наперёд сценарий, ввести новых персонажей, а также перестроиться на новый режим работы, ведь теперь процесс съёмки одной серии должен был занимать один день, а не целую неделю как прежде.
С 14 ноября 2007 года «Мариенхоф» стал второй немецкой мыльной оперой (после «Запретной любви»), перешедшей в формат 16:9. 15 июня 2011 вышла последняя серия, и сериал был закрыт. В результате закрытия сериала лишилось работы более ста человек, работающих над его созданием.